# Karl Hermann Frank
Karl Hermann Frank (24. ledna 1898, Karlovy Vary – 22. května 1946, Praha) byl prvorepublikový politik sudetoněmeckého původu, později vrcholný nacista a válečný zločinec. 
V Protektorátu Čechy a Morava působil od dubna 1939 jako státní tajemník Úřadu říšského protektora, od srpna 1943 jako německý státní ministr pro Protektorát Čechy a Morava. V roce 1946 byl na základě rozsudku českého soudu popraven za svůj podíl na válečných zločinech, mj. za svoji roli ve vyhlazení obce Lidice.

## Mládí
Narodil se v Karlových Varech v tehdejším činžovním domě Toronto – dříve Školní ulice č. 603, nyní Kolmá č. 30. Odmala byl ve vlivu svého otce, který jej učil nenávidět Čechy a Židy v souladu s politikou vrcholného představitele rakouskoněmeckého nacionalistického vůdce Georga von Schönerera. V dětství při hře utrpěl vážné zranění pravého oka, které mu podle jeho slov (později zesílených nacistickou propagandou) měli údajně způsobit čeští spolužáci. O oko definitivně přišel v roce 1918, kdy muselo být nahrazeno skleněnou náhražkou. Po neúspěšném roce stráveném na Právnické fakultě Německé univerzity v Praze se na konci první světové války rozhodl vstoupit do rakousko-uherské armády, kam však nebyl přijat kvůli svému zranění oka.
Byl horlivým zastáncem Sudet a byl toho názoru, že by měly být začleněny do Německé říše. Proto vstoupil roku 1919 do Německé národně-socialistické dělnické strany (Deutsche Nationalsozialistische Arbeiterpartei - DNSAP). Vzhledem ke své profesi knihkupce – měl obchod s knihami nejprve v Lokti, poté v Karlových Varech – dodával nacistické propagandistické publikace i do některých obchodů s knihami. V roce 1935 se stal zástupcem Sudetoněmecké strany (Sudetendeutche Partei – SdP) a byl zvolen do Československého parlamentu.
Přicházeje reprezentovat nejradikálnější národní socialisty v SdP, stal se gauleiterem (vedoucím regionální pobočky NSDAP) v Sudetech, které Československo na základě Mnichovské dohody postoupilo Německu a kde byla ustavena území, jež se podle zákona „O opětovném sjednocení sudetoněmeckých území s Německou říší“ oficiálně stala 21. listopadu 1938 součástí nacistického Německa. Svým radikalismem si získal přízeň zejména Heinricha Himmlera, který ho ještě v listopadu téhož roku povýšil na SS-Brigadeführera.

## Druhá světová válka

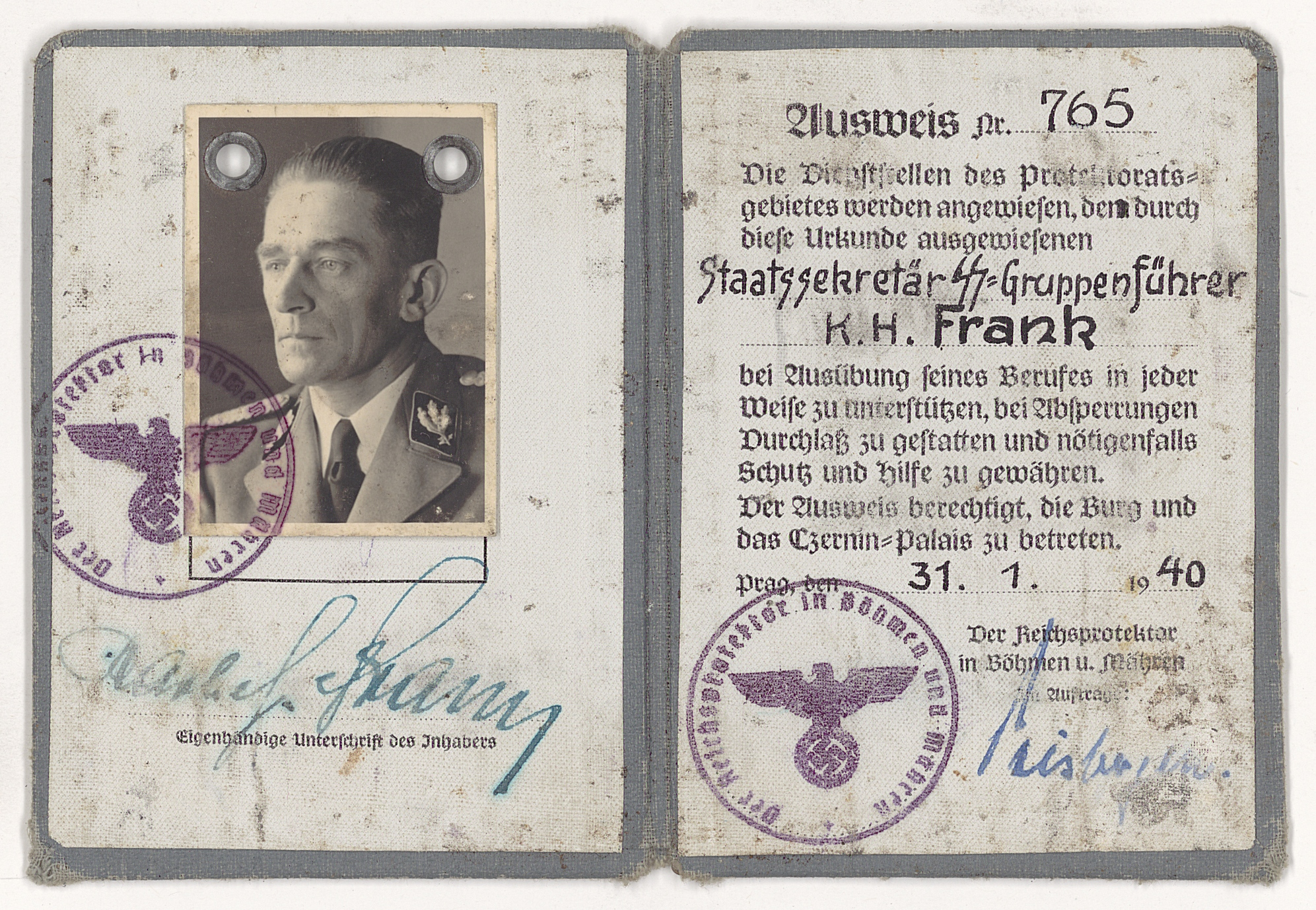
Legitimace K. H. Franka z 31.1.1940 jako SS-Gruppenführera a státního sekretáře při říšském protektorovi pro Čechy a Moravu.

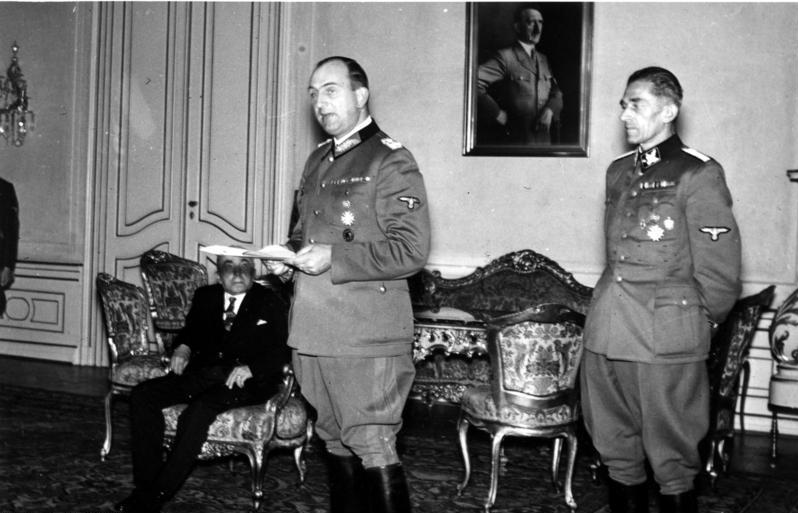
Karl Hermann Frank (vpravo) s Kurtem Daluegem a Emilem Háchou (sedící v pozadí)

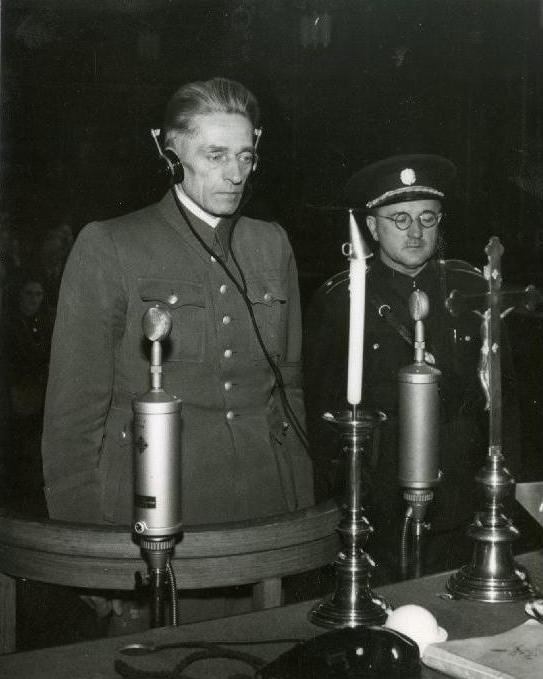
K. H. Frankovi je čten rozsudek smrti za jeho zločiny - 21. května 1946

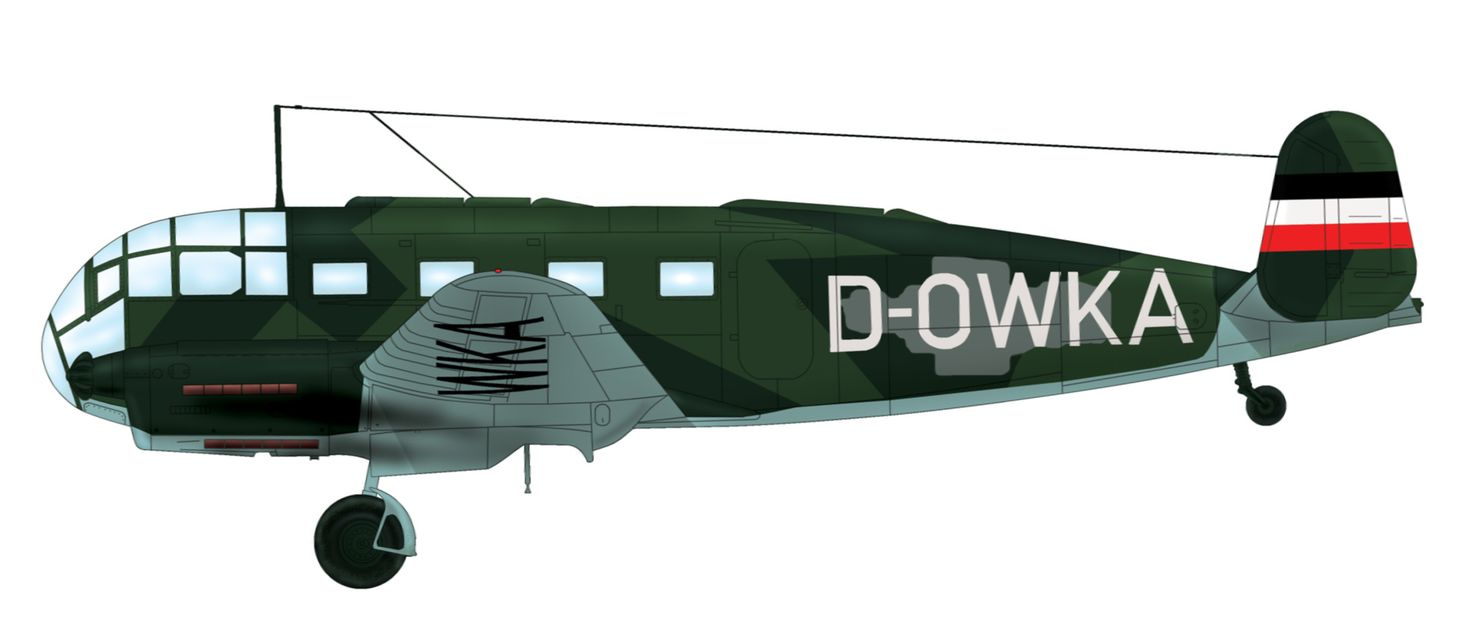
Siebel Si 204D-1, D-OWKA, od 2./KG 200 použitý v dubnu 1945 při mírových jednáních státního ministra K. H. Franka. V nakreslené podobě měl letět s K. H. Frankem začátkem května 1945 mezi Prahou a Flensburgem-Mürwickem na jednání nové prozatímní německé vlády a jejího tehdejšího prezidenta Karla Dönitze a zpět na letiště v Hradci Králové

Po rozpadu zbytkového Česko-Slovenska a zřízení Protektorátu Čechy a Morava v březnu 1939 byl Frank povýšen na SS-Gruppenführera, od 28. dubna 1939 byl jmenován velitelem policie a SS, a zároveň nejvyšším představitelem okupační civilní správy: státním tajemníkem Úřadu říšského protektora (jinak též zváno říšským sekretářem) pod vedením říšského protektora Konstantina von Neuratha.
Jako státní sekretář a šéf policie rychle pochopil politiku krutosti (v této funkci byl nazýván „krvavý pes Frank“) a začal prosazovat jednak odstranění tehdejšího předsedy protektorátní vlády Aloise Eliáše, jednak tajně pracoval na zdiskreditování svého nadřízeného von Neuratha ve snaze získat funkci říšského protektora pro sebe; přitom doufal v podporu od říšského vůdce SS Heinricha Himmlera. V září 1941 byl von Neurath skutečně de facto odvolán z funkce kvůli pomalé germanizaci a slabému postupu proti odboji, nicméně namísto Franka byl do funkce zastupujícího říšského protektora jmenován říšský generál policie a SS-Obergruppenführer Reinhard Heydrich. Vztahy mezi Heydrichem a Frankem byly zpočátku napjaté, postupem času však ve jménu společného protičeského zájmu odložili neshody stranou a navázali spolupráci.
Poté, co 27. května 1942 ráno parašutisté z operace Anthropoid provedli úspěšný atentát na Heydricha, vyhlásil Frank civilní výjimečný stav, ale při hledání nového představitele byl opět přeskočen a od 28. května 1942 byl novým zastupujícím říšským protektorem jmenován Kurt Daluege. Gestapo ve snaze najít atentátníky rozpoutalo teror vůči českému obyvatelstvu, který ještě zesílil poté, co 4. června 1942 Heydrich zemřel na následky zranění. Daluege s Frankem také jako odplatu za Heydrichovu smrt vypálili české vesnice Lidice a Ležáky. Během Daluegeho vlády si Frank upevnil postavení do té míry, že 20. srpna 1943 byl jmenován německým státním ministrem pro Čechy a Moravu (Deutscher Staatsminister für das Protektorat) a byl povýšen do hodnosti SS-Obergruppenführer und General der Polizei v Praze; byl také jmenován generálem Waffen-SS. Téhož dne byl také jmenován novým řádným protektorem říšský ministr vnitra Wilhelm Frick, nicméně Frank si až do konce války udržel pozici fakticky nejmocnějším mužem v Protektorátu. Mezitím, v červnu 1943, ho exilová československá vláda prosadila na listinu válečných zločinců.
Při agónii nacistického Německa od 30. dubna 1945 varoval v rozhlasových proslovech, že jakékoli protiněmecké povstání utone v krvi. Když se rozšířily zprávy, že se k Praze blíží spojenecké jednotky a obyvatelstvo vyšlo do ulic vítat vítěze, vydal zákaz vycházení a nařídil vojenským a policejním složkám, aby byl zastřelen každý, kdo poruší zákaz.[zdroj?]
Když 5. května 1945 vypuklo Pražské povstání, zprvu si myslel, že situace není vážná a nechal pouze posílit hlídky v ulicích, ale vojsko nechal v kasárnách. Chtěl ustanovit přechodnou českou vládu, aby se zabránilo krveprolití, a zahájit jednání s Američany o kapitulaci. Z terezínského vězení nechal přivézt několik významných vězňů (například Vladimíra Krajinu, Kamila Kroftu, Arnošta Heidricha, Jaroslava Kvapila a další). Všichni však účast v této vládě odmítli. Parlamentáře, které Frank poslal k Američanům, vzbouřenci zatkli. Okolo 11 hodiny navštívil Franka stávající předseda vlády Richard Bienert a požádal jej o předání vlády. Snaha premiéra o vyhlášení Českomoravské republiky však ztroskotala, protože se před projednáváním textu ozvala z města střelba. Frank požádal Bienerta, aby rozhlasem vyzval všechny Pražany ke klidu a pořádku, která je k převzetí moci nezbytná.

## Útěk na Západ a odsouzení k trestu smrti
Časně ráno 9. května 1945 Frank se svou rodinou uprchl z Prahy a vydal se směrem ke spojeneckým liniím. V Rokycanech však byl téhož dne odpoledne zadržen americkými vojsky a dopraven do německého Wiesbadenu, kde se podrobil výslechu. Tam ho vystopoval český lovec válečných zločinců, plukovník JUDr. Bohuslav Ečer, který ho vyslechl 28. května 1945 – Frank se tehdy pokládal za politického vězně a byl velmi překvapen, že má být stíhán za válečné zločiny. Frankovo vydání zpět do Československa přikázala americká vláda 31. července 1945, k vlastnímu předání došlo 7. srpna 1945.
Přímo na letišti v Ruzyni byl tehdy Frank oficiálně zatčen a eskortován do věznice Pankrác. Přílet byl tehdy před veřejností utajen, protože bezpečnostní orgány a úřady měly oprávněný strach ze srocení lidu a případného lynčování. Ve věznici byl pak důkladně střežen z obavy, že by se mohl pokusit o sebevraždu – on sám však spíše věřil v to, že bude odsouzen k dočasnému vězení a dožije pak někde v ústraní.
Hlavní jednání Mimořádného lidového soudu v Praze začalo v pátek 22. března 1946 (vlastní žaloba mu byla přednesena o týden dříve v německém překladu) a bylo přímo vysíláno Československým rozhlasem. Předsedou soudu byl JUDr. Vladimír Kozák, žalobu zastupoval JUDr. Jaroslav Drábek, Frankovým obhájcem byl přidělen ex offo JUDr. Kamill Resler. Vlastní jednání probíhalo v češtině, Frankovi bylo přímo tlumočeno do němčiny. Frank zprvu napadal nestrannost soudu tím, že všichni čeští občané jsou vedeni nenávistí vůči němu, a proto on také odmítá objektivitu soudu i spolupráci s úředně přiděleným obhájcem z řad československých občanů a českého národa. Poté se také snažil napadnout místní příslušnost soudu s tím, že on podléhal přímo rozkazům německého kancléře – všechny tyto námitky byly soudem zamítnuty hned na počátku jednání.
Frank byl shledán vinným z válečných zločinů a zavinění smrti řádově tisíců lidí, počínaje zásahem proti studentům 17. listopadu 1939, dále byl shledán vinným za popravy v rámci druhé heydrichiády, za rozhodující podíl na vyhlazení obcí Lidice a Ležáky atd. Obžalovaný se snažil hájit tím, že mu při práci šlo zejména o blaho německého národa, že nebyl veden nenávistí vůči českému národu a že neměl informace o skutečné krutosti důsledků svých rozhodnutí, což však bylo zcela v rozporu s prokázanými skutečnostmi.
V úterý 21. května 1946 byl vynesen rozsudek, jehož čtení s odůvodněním trvalo do druhého dne. Frank byl odsouzen k trestu smrti oběšením. Tři hodiny po dokončení čtení zdůvodnění rozsudku, a po zamítnutí všech žádostí o milost, došlo k popravě ve středu 22. května 1946 na dvoře Pankrácké věznice před zraky 5000 občanů, včetně řady novinářů, fotografů a kameramanů.
Jeho tělo je anonymně pohřbeno na Ďáblickém hřbitově v Praze.

## Osobní život
Frank byl dvakrát ženatý. Dne 21. ledna 1921 si vzal Annu Müllerovou (* 5. ledna 1899, Karlovy Vary) a zplodili spolu dva syny; rozvedli se 17. února 1940. Anna se téhož roku opět provdala, a to za Dr. Fritze Köllnera, Frankova nástupce ve funkci gauleitera Sudet SA-Brigadeführera . 
Frank se znovu oženil 14. dubna 1940, vzal si Dr. Karolu Blaschekovou (* 13. srpna 1913, Most). Spolu měli tři děti: dcery Eddu (* 16. srpna 1941) a Holle (* 8. března 1944) a syna Wolfa-Dietricha (* 20. srpna 1942). Po válce byla Karola Blascheková zadržena, odvezena do Sovětského svazu a odsouzena k deseti letům vězení. Roku 1956 byla propuštěna a v SRN se vrátila ke svému povolání. Podařilo se jí také nalézt děti, které vyrůstaly v nových rodinách pod novými jmény.

## Shrnutí vojenské kariéry

### Data povýšení
- SS-Brigadeführer – 1. listopad 1938
- SS-Gruppenführer und Generalleutnant der Polizei – 9. listopad 1939
- SS-Obergruppenführer und General der Waffen-SS und Polizei – 21. červen 1943

### Významná vyznamenání
- Rytířský kříž válečného záslužného kříže bez mečů – 1. květen 1945
- Válečný záslužný kříž I. třídy s meči
- Válečný záslužný kříž II. třídy s meči
- Velkokříž slovenského vítězného kříže – březen 1943
- Zlatý stranický odznak
- Sudetská pamětní medaile se sponou Pražský hrad
- Medaile za Anschluss
- Zlatý odznak Hitlerjugend s dubovými listy
- Služební vyznamenání NSDAP ve stříbře
- Čestný kord Reichsführera SS
- Čestný prýmek starého bojovníka
- Záslužný kříž péče o německý národ II. třídy
- Totenkopfring
- Župní odznak Sudet
- Výkonnostní gymnastický odznak
- Královský řád koruny (Prusko) 1. třídy (osmicípá náprsní hvězda)

## Film
- Semena nenávisti – normalizační dokumentární film o K. H. Frankovi (režie Drahoslav Holub)[16] (1979)
- Jednooký vrah: K. H. Frank – pořad z cyklu Historie.cs. Dostupné online (2016)
- Ex offo – hraný film České televize z roku 1998 s V. Preissem o procesu s K. H. Frankem